# 里德·霍尔兹曼
威廉姆斯·里德·霍尔兹曼（英語：William "Red" Holzman，1920年8月10日—1998年11月13日），美国篮球运动员和教练，其中以他在1967年至1982年期间执教纽约尼克斯队的经历最为著名，带领尼克斯队在1970年和1973年两次夺取NBA总冠军，1986年入选篮球名人堂。

## 早期生涯
霍尔兹曼1920年出生在纽约市的布鲁克林区，1930年代中期在弗兰克林K. Lane高中。之后他进入了巴尔的摩大学以及纽约城市学院，在大学打了两年随后于1942年毕业。霍尔兹曼在美国海军服役多年，在弗吉尼亚州诺福克海军基地还打了两年篮球。

## 职业生涯

### 球员和早年执教时期
1945年霍尔兹曼从海军退伍，随后加盟了NBL的罗切斯特皇家队，在他的首个职业赛季就获得了NBL总冠军并且成为了1944-45赛季的最佳新秀。在1945-46赛季和1947-48赛季他首次入选NBL国家篮球联盟的第一阵容；在上述两个赛季中间的那个赛季他也入选了联盟的第二者阵容。  霍尔兹曼随球队一直过渡到NBA，随后帮助球队夺得了1951年的NBA总冠军。1955年霍尔兹曼离开皇家队加盟密尔沃基老鹰担任球员兼教练。在1956–1957赛季，霍尔兹曼带领密尔沃基老鹰打出了33场19败的糟糕战绩随即被球队解雇。

### 执教纽约尼克斯队时期
1957年霍尔兹曼成为了纽约尼克斯的助理教练直到1967年，此后他大多数时间作为球队的主教练至1982年。(霍尔兹曼的前队员威利斯·里德在1977年取代了他尼克斯主教练的位置，但是他在1978–1979赛季出重新执掌球队)在长达15年的尼克斯主教练生涯中，霍尔兹曼总共赢得了613场胜利，其中还包括1970年和1973年的NBA总冠军。
在1969年，霍尔兹曼执教尼克斯队取得了NBA历史上创纪录的18连胜，一举打破了之前在1946年创下的17连胜的原纪录。在他的带领下尼克斯队取得了1970赛季的NBA总冠军，霍尔兹曼也被评为年度最佳教练。他成为了极少数在球员时期和教练时期都取得过NBA总冠军的人之一，教练员期间他总共取得了696胜和604负的成绩。1985年，他被选入篮球名人堂，纽约尼克斯为了表示对他的尊敬将613号球衣退役，613则是他作为主教练带领尼克斯所取得的胜场数。 
在完成了他传奇的篮球生涯后，霍尔兹曼被诊断出患上了白血病，最终与1998年逝世于纽约新海德公园(New Hyde Park)。

## 執教生涯
| 隊伍 | 年份    | 常規賽 | 常規賽 | 常規賽 | 常規賽 | 常規賽           | 季後賽         |
| 隊伍 | 年份    | 比賽   | 勝     | 負     | 勝率   | 排名             | 季後賽         |
| ---- | ------- | ------ | ------ | ------ | ------ | ---------------- | -------------- |
| MLH  | 1953-54 | 26     | 10     | 16     | .385   | 西区分区第四名   | 未进入         |
| MLH  | 1954-55 | 72     | 26     | 46     | .361   | 西区分区第四名   | 未进入         |
| STL  | 1955-56 | 72     | 33     | 39     | .458   | 西区分区第三名   | 西区决赛失利   |
| STL  | 1956-57 | 33     | 14     | 19     | .424   |                  | 被解雇         |
| NYK  | 1967-68 | 45     | 28     | 17     | .424   | 東区分区第三名   | 东区半决赛失利 |
| NYK  | 1968-69 | 82     | 54     | 28     | .659   | 東區分区第三名   | 东区半决赛失利 |
| NYK  | 1969-70 | 82     | 60     | 22     | .634   | 東区分区第一名   | 贏得NBA總冠軍  |
| NYK  | 1970-71 | 82     | 52     | 30     | .634   | 大西洋賽區第二名 | 东区决赛失利   |
| NYK  | 1971-72 | 82     | 48     | 34     | .585   | 大西洋賽區第二名 | 總決賽失利     |
| NYK  | 1972-73 | 82     | 57     | 25     | .695   | 大西洋賽區第二名 | 贏得NBA總冠軍  |
| NYK  | 1973-74 | 82     | 49     | 33     | .598   | 大西洋賽區第二名 | 东区决赛失利   |
| NYK  | 1974-75 | 82     | 40     | 42     | .488   | 大西洋賽區第三名 | 第一輪失利     |
| NYK  | 1975-76 | 82     | 38     | 44     | .463   | 大西洋賽區第四名 | 未進入         |
| NYK  | 1976-77 | 82     | 40     | 42     | .598   | 大西洋賽區第三名 | 未進入         |
| NYK  | 1978-79 | 68     | 25     | 43     | .368   | 大西洋賽區第四名 | 未進入         |
| NYK  | 1979-80 | 82     | 39     | 43     | .476   | 大西洋賽區第四名 | 未進入         |
| NYK  | 1980-81 | 82     | 50     | 32     | .610   | 大西洋賽區第三名 | 第一輪失利     |
| NYK  | 1979-80 | 82     | 33     | 49     | .402   | 大西洋賽區第五名 | 未進入         |
| 總計 | 總計    | 1299   | 696    | 603    | .536   |                  | 二次NBA總冠軍  |